# Житловий будинок (Рівне, вул. Драгоманова, 1)

## Опис
Багатоквартирний житловий будинок по вулиці Драгоманова, №1  в м. Рівне

## Історія
Відомо, що після Другої світової війни (з 1944 року) в будинку розташовувалось Управління Ковельської залізниці.
Після 1953 року будинок використовується як житловий.

## Архітектура
Триповерховий багатоквартирний будинок на розі колишніх вулиць Пілсудського і Сенаторської (сьогодні – Чорновола і Драгоманова) є одним з найбільших, споруджених у Рівному протягом міжвоєнного періоду. Замовником проєкту, виконаного у 1934 році уповноваженим Міністерства громадських робіт інженером Сергієм Німєнським, був житловий кооператив «Згода». За проєктом, будинок має П-подібну форму, складається з трьох секцій, в кожній з яких передбачено по 2 квартири на поверсі. Складна форма будинку зумовила різне їх планування за кількістю кімнат та взаємним розташуванням. Але у всіх секціях передбачена можливість наскрізного проходу через сходову клітку у двір будинку – розповсюджений прийом у міжвоєнній польській архітектурі. 
Лаконічність, геометричність членувань, динамічний ритм віконних рядів, огороджень балконів і вертикалей сходових кліток з вузькими високими вікнами – все вказує на вплив архітектури конструктивізму.
Під час будівництва деякі елементи були видозмінені, але загальна стилістика – збережена і відповідала проєктному задуму.

## Галерея

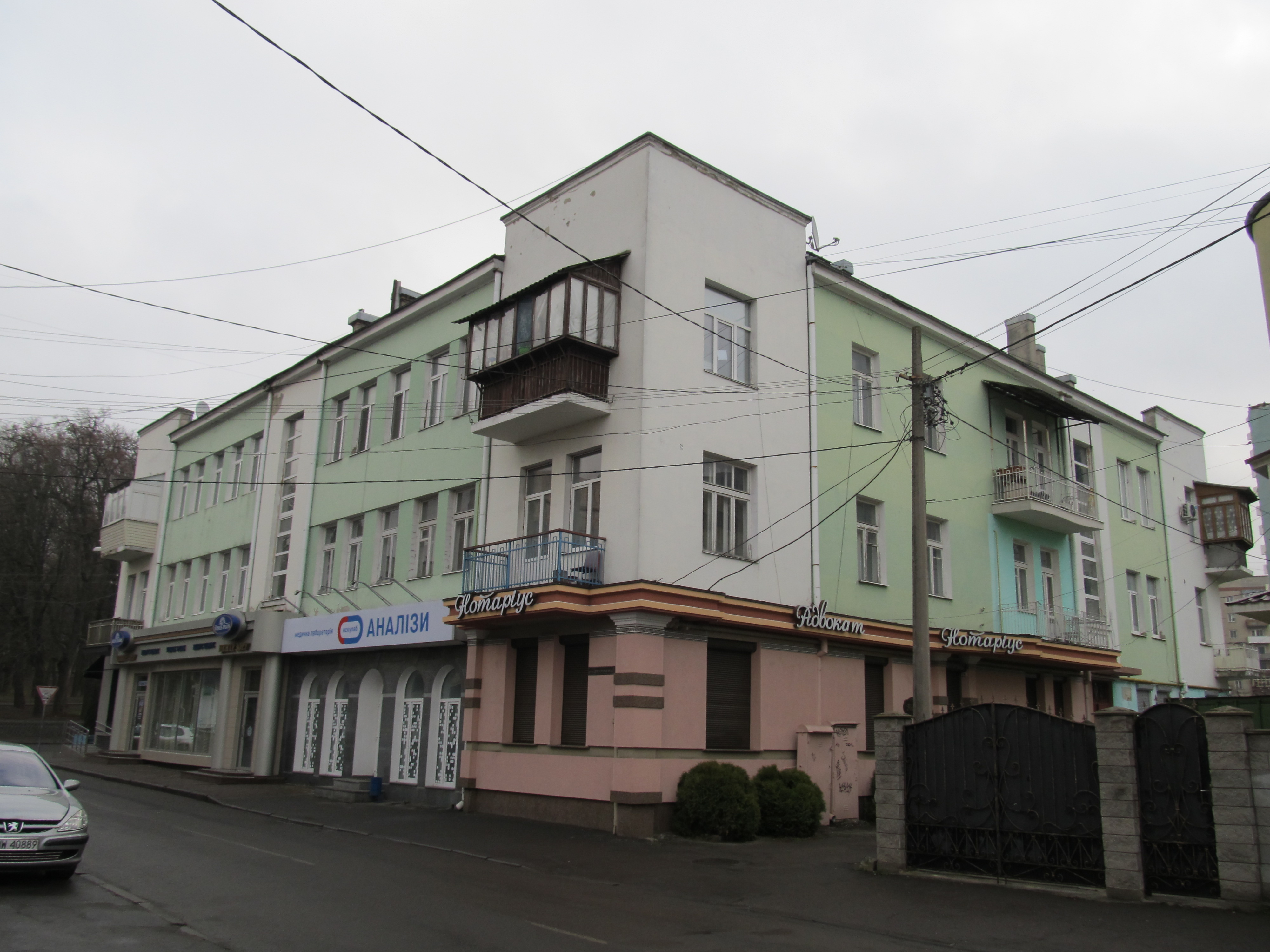
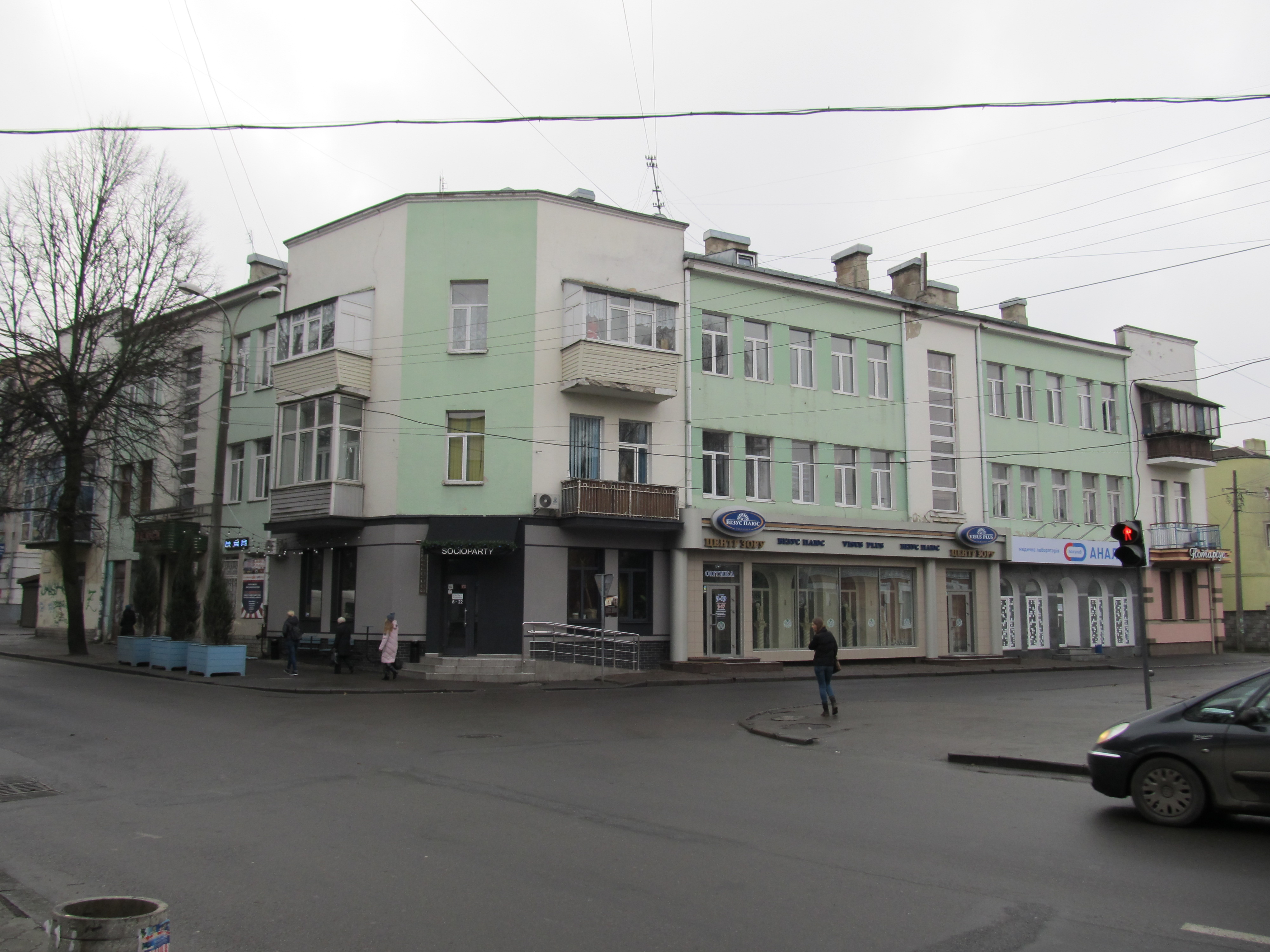
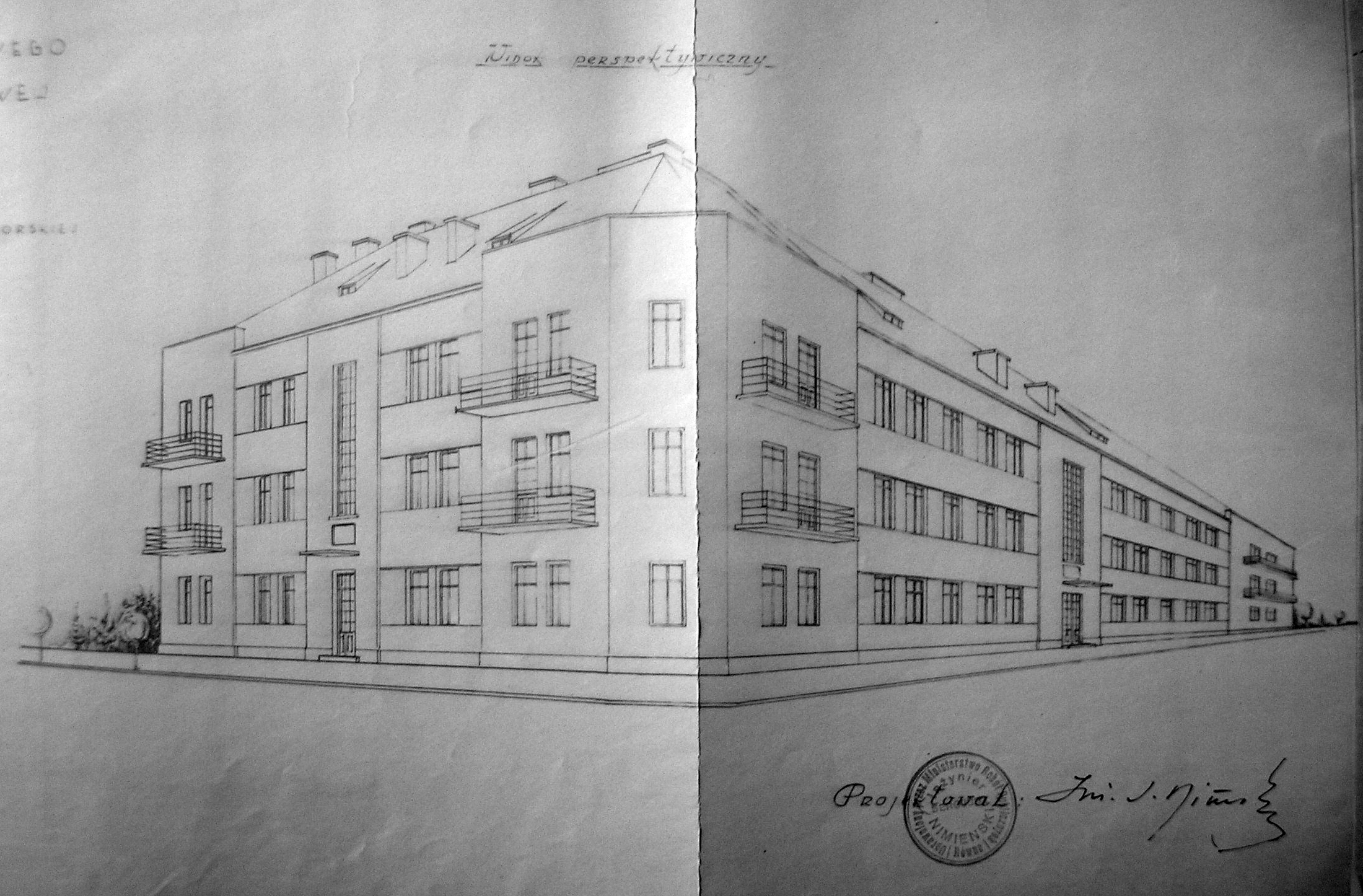